# Gyrolite
La gyrolite è un minerale, un silicato (tettosilicato) del gruppo delle zeoliti.
Fu scoperta nel 1851 a The Storr sull’isola di Skye in Scozia dal naturalista John Anderson dell’Università di Glasgow e nominata Gyrolite in riferimento alla forma arrotondata dei suoi aggregati cristallini (dal latino gyrus, cerchio).

## Abito cristallino
Si presenta in aggregati globulari, raggiati o in lamelle estremamente sottili.
La girolite forma dei piatti cristalli esagonali dalle linee irregolari. I cristalli sono bianchi,
con una lucentezza setosa o a volte in forma di sottili fiocchi ma, in genere, si accresce in grappoli o in pomelli. Più raramente cristallizza in forme a ventaglio, simili alla stilbite.
I cristalli hanno un diametro tra 0,5-1 cm ma sono stati rinvenuti in Islanda anche cristalli di 2 cm di diametro. In India, nei basalti di Bombay sono state trovati cristalli sferici da 5 a 20 cm di diametro.. Impurezze metalliche di ferro o manganese possono conferire ai cristalli, generalmente bianchi, diverse colorazioni. Le sfere di girolite sono molto delicate e non andrebbero toccate per non rovinarle.

## Origine e giacitura
Si rinviene nei geodi dei basalti delle colate laviche del Deccan in India nello Stato del Maharashtra. In particolare nell’area del distretto di Poona e anche in Groenlandia a Niaqornat.
 
Si rinviene anche in Islanda nei basalti olivinici dei fiordi dell’ovest e dell’est..
Spesso è associata in druse miste di zeoliti: natrolite, okenite, stilbite, scolecite, prehnite, apofillite, laumontite, heulandite.

## Forma in cui si presenta in natura
Si presenta in cristallini pseudoesagonali o, più frequentemente, in palline sferoidali o in masserelle lamellari. La reyerite, un'altra zeolite, è simile alla girolite.

## Usi
La gyrolite è un minerale d’interesse scientifico e collezionistico.